# Подбочє
Подбочє (словен. Podbočje) — поселення в общині Кршко, Споднєпосавський регіон, Словенія. Висота над рівнем моря: 153,2 м.